# John Pham
John W. Pham es un biólogo molecular estadounidense y editor en jefe de la revista científica Cell. Es defensor de la inclusión y la diversidad, particularmente de la comunidad LGBTQ+ y la comunidad asiática en general. 

## Biografía
John Pham nació en Estados Unidos unas semanas después de que sus padres y hermanos mayores llegaran como refugiados de Vietnam. Pasó su infancia y juventud en Florida. 
Obtuvo una licenciatura en música y la licenciatura en bioquímica en el Bates College. Años después, en 2006, obtuvo el doctorado en la Universidad Northwestern bajo la dirección de Erik Sontheimer, investigando los mecanismos de empalme e interferencia del ARN. Su tesis de doctorado se tituló Construyendo el complejo silenciador inducido por ARN de Drosophila.  
Realizó una estancia postdoctoral en la Facultad de Medicina de Harvard y el Hospital Brigham and Women's. 

### Trayectoria en Cell Press
Se unió a Cell Press en 2008 como miembro del equipo editorial de la revista científica Molecular Cell, de la cual se convirtió en editor en jefe de la revista Molecular Cell en 2012. En 2018, sucedió a Emilie Marcus como editor en jefe Cell, tras su partida en febrero de 2018. 

## Activismo con la inclusión y la diversidad
John Phan pertenece abiertamente a la comunidad LGBT+. En junio de 2019, fue orador en un evento organizado por Elsevier Pride y 500 Queer Scientists en WorldPride NYC 2019. 
Ha desempeñado un papel importante en hacer que la revista científica Cell sea más inclusiva. Desde que comenzó con a trabajar ahí, ha ayudado a cambiar el consejo asesor, pasando de aproximadamente un 20% de mujeres a un 50% de ellas. Además, los revisores de Cell han cambiado del 18% al 33% de mujeres durante el tiempo en que John Pham ha dirigido la revista. De acuerdo con su ideología, una ciencia más diversa es mejor ciencia, e incluir a más mujeres conducirá a mejores ideas y talentos.   

### Vida personal
Según lo reportado hasta 2018, vive en Dorchester, Boston junto a su pareja y dos perros. Entre sus actividades favoritas se encuentran salir a correr, catar cerveza, la jardinería, y pasar tiempo con su pareja y mascotas.  